# Бенин на летних Олимпийских играх 1996
Бенин принимал участие в Летних Олимпийских играх 1996 года в Атланте (США) в шестой раз за свою историю, но не завоевал ни одной медали. Страну представляли 4 мужчины и 1 женщина, принимавшие участие в соревнованиях по лёгкой атлетике.

## Лёгкая атлетика
Спортсменов — 5
Мужчины
| Спортсмен                                                   | Вид             | Забег     | Забег | Четвертьфинал | Четвертьфинал | Полуфинал | Полуфинал | Финал     | Финал     |
| Спортсмен                                                   | Вид             | Результат | Место | Результат     | Место         | Результат | Место     | Результат | Место     |
| ----------------------------------------------------------- | --------------- | --------- | ----- | ------------- | ------------- | --------- | --------- | --------- | --------- |
| Эрик Агуэ                                                   | 100м            | 10,98     | 8     | Не прошёл     | Не прошёл     | Не прошёл | Не прошёл | Не прошёл | Не прошёл |
| Паскаль Дангбо                                              | 200м            | 21,65     | 7     | Не прошёл     | Не прошёл     | Не прошёл | Не прошёл | Не прошёл | Не прошёл |
| Аркадиус Фану Паскаль Дангбо Исса Алассане-Уссени Эрик Агуэ | Эстафета 4х100м | 40,79     | 6     | Не прошли     | Не прошли     | Не прошли | Не прошли | Не прошли | Не прошли |

Женщины
| Спортсмен  | Вид  | Забег     | Забег | Четвертьфинал | Четвертьфинал | Полуфинал | Полуфинал | Финал     | Финал     |
| Спортсмен  | Вид  | Результат | Место | Результат     | Место         | Результат | Место     | Результат | Место     |
| ---------- | ---- | --------- | ----- | ------------- | ------------- | --------- | --------- | --------- | --------- |
| Лоре Куэте | 200м | 25,57     | 8     | Не прошла     | Не прошла     | Не прошла | Не прошла | Не прошла | Не прошла |